# Новый Урух
Но́вый Уру́х или Секе́р (осет. Секер) — село в Ирафском районе Республики Северная Осетия — Алания. Административный центр муниципального образования «Новоурухское сельское поселение».

## География
Село расположено в северной части Ирафского района, на левом берегу реки Урух, в 3 км к северу от районного центра — Чикола и в 73 км к северо-западу от Владикавказа.

## Население
| 2002 | 2010 | 2021 |
| ---- | ---- | ---- |
| 495  | →495 | ↘439 |

## Известные уроженцы
- Озиев Альберт Каурбекович — военный лётчик, кавалер боевых орденов СССР.
- Токаев Григорий Александрович — советский и английский учёный в области ракетодинамики и космонавтики, один из идеологов развития ракетного оружия дальнего радиуса действия. Работал над проектами «Меркурий» и «Аполлон».

## Религия
В селе действует храм, построенный в 2010 году храм «Святого Георгия Победоносца» – ул. Альберта Озиева, 34.

## Инфраструктура
В 1 км юго-западнее села, на левом берегу реки Урух, находится урочище Кум, где обнаружен аланское городище, датируемое VIII—IX веками н. э. Относится к объектам культурного наследия федерального значения (археология).
Возле села есть «Выявленные объекты культурного наследия (археология)»:
1. Курганная группа I (6 курганов). Эпоха бронзы — на восточной окраине села.
2. Курганная группа II — курганы 7÷20. Эпоха бронзы — в 800—1800 м восточнее села Новый Урух. На этом же поле находятся позднесредневековые курганы — кабардинские (не пронумерованы), датирующиеся XIV—XVI веками.
3. Курганная группа III — курганы 21÷25. Эпоха бронзы — в 2 км восточнее села
4. Курганная группа VI — курган № 40; — курган № 41. Эпоха бронзы — 1100 м к северо-востоку от села.
5. Курганный могильник I (6 курганов). Эпоха бронзы — на северо-западной окраине села.

## Транспорт
Мостовой переход через реку Урух.
Автобусный маршрут (на ноябрь 2020) № 271 Новый Урух — Дзагепбарз — Владикавказ — Автовокзал № 1.